# Summit di Montalto
(Giuseppe Zappia)
Il Summit di Montalto fu un incontro al vertice tra membri della 'ndrangheta avvenuto la mattina del 23 ottobre 1969 in contrada Serro Juncari a Montalto in Provincia di Reggio Calabria.
L'incontro fu scoperto da un'operazione della polizia coordinata dal commissario Alberto Sabatino che organizza l'accerchiamento con 24 dei suoi uomini su ordine del Questore Emilio Santillo.

## Ordine del giorno
Tra gli argomenti all'ordine del giorno ci furono:
- Gestione dei sequestri di persona (tra i membri della Piana di Gioia Tauro e quelli di San Luca)[3]
  - Esito: nessun sequestro fino alle successive elezioni[3]
- Appoggio politico alle elezioni[3]
  - Esito: appoggio alla Democrazia Cristiana[3]
- Trasferire l'annuale riunione di Polsi in un altro luogo diverso ma sempre in Aspromonte (Proposta di Antonio Romeo)[2]
- Aumentare la lotta contro le forze dell'ordine in risposta alle numerose ordinanze di "confino"[2]
- Ipotesi di alleanza con la destra eversiva, in particolare di Junio Valerio Borghese[2]

## Presenti
Alla riunione sarebbero stati presenti almeno 176 affliati (di quelli identificati) dell'allora provincia di Reggio Calabria con ruolo di: capobastone, caposocietà, contabile e mastro di sgarro tra cui:
- Antonio Arena (Isola Capo Rizzuto)[3]
- Junio Valerio Borghese (Destra eversiva)[3]
- Stefano Caponera (Quartiere Archi di Reggio Calabria)[3]
- Giovanni De Stefano (Quartiere Archi di Reggio Calabria)[3]
- Paolo La Cava (Quartiere Archi di Reggio Calabria)[3]
- Stefano delle Chiaie (Destra eversiva)[3]
- Pierluigi Concutelli (Destra eversiva)[3]
- Antonio Macrì[2]
- Saverio Mammoliti (Castellace di Oppido Mamertina)[3]
- Domenico Martino (Gallico)[3]
- Antonio Molè (Gioia Tauro)[3]
- Giuseppe Nirta[2]
- Angelo Oliviero[2]
- Antonio Romeo (San Luca)[2]
- Sandro Saccucci[3]
- Vincenzo Saraceno[3]
- Francesco Scopelliti[2]
- Stefano Carmelo Serpa con ruolo di picciotto di giornata faceva da vedetta alla riunione (dal 1996 collaboratore di Giustizia)[3]
- Domenico Tegano[3]
- Pasquale Tegano[3]
- Domenico Tripodo[2]
- Giuseppe Zappia (San Martino di Taurianova)[2]
- Federico Zerbi (Taurianova)[3]
- Francesco Cannizzaro (Sant'Eufemia d'Aspromonte)
- Rocco Francesco Varone (Maropati)

## Il processo
Il processo nato dall'operazione  porterà in giudizio 72 imputati accusati di diversi reati tra cui, porto d'armi abusivo, scorreria e associazione a delinquere.
Il 24 marzo 1971 si conclude il primo grado del processo mentre il 2 dicembre 1979 si conclude il processo d'appello che assolverà Antonio Macrì, Giuseppe Nirta e Domenico Tripodo.